# Informační architektura
Informační architektura (anglicky information architecture, zkratka IA) je spojení vědy a umění, která vytváří organizovaný prostor. Je to tedy sběr informací, který je třeba zorganizovat a následně správně prezentovat, aby pro uživatele bylo nalezení informace co nejjednodušší.

## Historie
Termín informační architektura použil poprvé v roce 1975 americký architekt a grafik Richard Saul Wurman, který pojmenoval článek Beyond Graphics: The architecture of information. O rok později Wurman vystupuje na konferenci American Institute of Architecture a spojuje termíny informační a architektura v jeden celek. Sám se pak označil jako informační architekt. V rozhovoru s Dirkem Knemeyerem v roce 2004 Wurman pronesl: „Myslím si, že exploze dat potřebuje architekturu, potřebuje řadu systémů, potřebuje systematický design a řadu výkonnostních kritérií k měření.“ Tím se snažil Wurman nastartovat termín informační architektura a doufal, že se uchytí. Šablona:Disputed-sectionBohužel jeho vize nebyla povšimnuta, zřejmě z toho důvodu, že využitelnost informační architektury byla úzká a komunikační technologie, jako například internet nebo různé informační systémy, ještě neexistovaly. Tento termín se znovu objevuje až za dalších více než 20 let, kdy se ujal.

Pojem informační architektura jako vědní disciplína se objevuje v roce 2000 na konferenci American Society for Information Science and Technology v Bostonu, kde se vědci zamýšleli nad jejím vymezením a směřováním. Právě v roce 2000 na Summitu ve své prezentaci definoval informační architekturu Louise Rosenfeld takto: „Informační architektura zahrnuje návrh organizace, označování, navigaci a vyhledávací systémy, které pomůžou lidem najít a spravovat informace úspěšněji.”

## Definice
Louis Rosenfeld a Peter Morville ve své knize podobně jako Wurman přirovnávají informační architekturu k architektuře budov. Pokud je budova architektonicky dobře vyřešená, tak se v ní cítí uživatelé spokojeně a snadno se v ní orientuje, podobně jako na internetu. Důležité je tedy, aby architekt zjistil potřeby uživatelů, zanalyzoval je a navrhl správné řešení. Z pohledu Rosenfelda a Morvilla by informační architekt měl zodpovědět tyto otázky:
- Komu a jak bude sloužit stránka?
- Jaký bude obsah a úroveň funkčnosti?
- Jak se budou uživatelé na stránce orientovat?
- Jak má být stránka přizpůsobena na další vývoj a růst?

Cílem informační architektury na internetu je zavést principy architektury a designu do digitálního světa. Definice se skládá podle Rosenfelda a Morvilla takto:
- Struktura informačního prostoru pro usnadnění vyhledávání a intuitivního přístupu k obsahu.
- Kombinace organizačních, popisných a navigačních systémů v rámci webových stránek a intranetu.
- Umění a věda strukturovat a klasifikovat webové stránky tak, aby pomáhaly lidem najít a spravovat informace.
- Vznikající disciplína a společenská praxe s cílem zavést principy designu a architektury do digitálního světa.

Zde je velmi důležité si uvědomit, že informační architektura není jen věda, ale i umění strukturovat a klasifikovat informace na internetu tak, aby uživatelé mohli snadno najít a zařadit informace.

## Popis
Nejobecnější popis informační architektury je diagram tří prolínajících se rovin tzv. informační ekologie, kontextu, obsahu a uživatelů.  Při tvorbě a navrhování je velice důležité mít na paměti tyto tři roviny, jelikož jsou stavebním kamenem a jejich přehlížení se negativním způsobem projeví na kvalitě výsledku informační architektury.

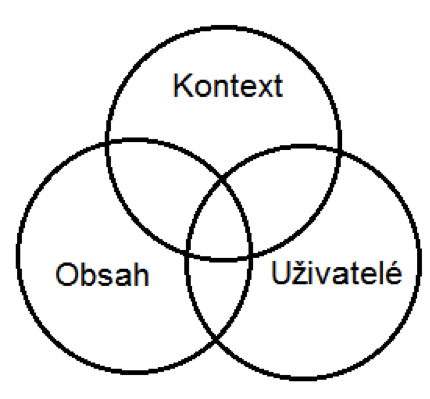
Popis informační architektury

### Uživatelé
Stejně jako ve fyzickém světe, je důležité uspořádat obsah tak, aby se v něm uživatel snadno orientoval a byl schopen snadno a rychle najít to co hledá. Uživatelem se samozřejmě rozumí člověk. Informační architekt proto stálé zkoumá chování uživatelů, jejich potřeby a myšlení. Snaží se vytvořit a přizpůsobit web podle jejich představ.

### Obsah
Obsah zahrnuje vše nezbytné, co uživatel potřebuje najít nebo použít. V případě webových stránek je často kladen důraz spíše na text. Zároveň je to schopnost pracovat s velkými objemy dat a následně jejich správné zpracování a zpřístupnění. Důležité, co musí mít informační architekt na paměti, je správné ukládání, označovaní, správa a tvorba dat.

### Kontext
Značí prostředí a možnosti pro tvorbu informační architektury. Zahrnuje i obchodní cíle, firemní cíle nebo samotný úkol, který má mít jasný cíl. Jde tedy o to, aby informační architekt pochopil například strategii firmy, cíle nebo postupy a zahrnul je do tvorby informační architektury.